# Vavřinec (Kutná Hora-i járás)
Vavřinec település Csehországban, a Kutná Hora-i járásban. Vavřinec Rašovice, Skvrňov, Bečváry, Zásmuky, Uhlířské Janovice és Církvice településekkel határos. Lakosainak száma 592 fő (2024. január 1.).

## Népesség
A település lakosságának változását az alábbi diagram mutatja:
| Lakosok száma | 908  | 911  | 906  | 669  | 480  | 449  | 536  | 538  | 561  | 592  |
|               | 1869 | 1890 | 1921 | 1950 | 1980 | 2001 | 2017 | 2019 | 2022 | 2024 |